# Fasetová klasifikace
Fasetová klasifikace neboli multiaspektová kategorizace je multiplikativní (vícenásobný) způsob hierarchické kategorizace (zatřídění), tzn. že umožňuje zatřídění entity (objektu) do více kategorií (tříd). Tento systém je v protikladu s taxonomiemi, které jsou redukcionistické (entita nemůže patřit víc než jedné kategorii), enumerativní (systematické nebo kompilativní systémy, ve kterých je každé téma nebo dílčí heslo explicitně vyjádřeno) a rigidní (pevné a neměnné).
Fasetový přístup k organizaci znalostí se mezi odborníky diskutoval v průběhu celého 20. století. V praxi se ale fasetový princip jevil dlouho jako implementačně problematický – pro lineární fyzické uspořádání např. knih na regále a pro vizualizaci takto koncipovaného systému organizace znalostí byl těžko použitelný. V současném virtuálním síťovém prostředí webu jsou však vytvořeny technologické podmínky pro využití jeho předností.

## Charakteristika
Název f. klasifikace pochází z nepříliš zdařilého anglického překladu faceted classification, vhodnější překlad by byl multiaspektová kategorizace. Je to kategorizačný systém organizující pojmy do více kategorií (tříd) z různých aspektů (hledisek, faset) a syntetizující zápis pojmu kombinací názvů těchto kategorií. Jedná se o analyticko-syntetický kategorizačný systém, který umožňuje zatřídění komplexních pojmů. Při obsahové analýze pojmu se definují jednotlivé aspekty (témata, hlediska) a jejich podstatné charakteristiky.
Faseta je generická hierarchie kategorií (pojmů, tříd). Pojmy jsou definovány prostřednictvím nejbližšího nadřazeného pojmu a druhových specifik (vlastností a vztahů). Na nejvyšší úrovni jsou definovány axiomaticky. Použití více faset umožňuje víceaspektové členění. Příkladem běžně používaných aspektů obecného účelu jsou například čas, místo a forma.
Dvojtečkové třídění navržené Shiyali Ramamritou Ranganathanem je příkladem f. klasifikace použité pro potřeby knihoven. Zřejmě nejvýznamnější příklad vyžití f. klasifikace je fasetová navigace webovými stránkami (např. VuFind), který umožňuje uživateli postupovat v hierarchii kategorií od vyšší do nižší a zároveň při tom volit pořadí aspektů kterými prochází nižší podkategorie.

## Definice
Pro organizaci informací se využívají dva základní přístupy ke kategorizaci: redukcionistické enumerativní a multiaspektové.
Enumerativní kategorizace obsahuje vyčerpávající soubor záznamů pro všechny pojmy.
Multiaspektová f. klasifikace používá soubor sémanticky soudržných aspektů (hledisek), které jsou kombinovány podle potřeby tak, aby se vytvořil komplexní pojem. Tímto způsobem f. klasifikace není omezena na již definované pojmy. To dělá f. klasifikaci nejen flexibilní, ale umožňuje také komplexněji zatřídit entity. Aspekty jsou stanoveny tak, aby reprezentovali „jasně definované, vzájemně se vylučující a kolektivně vyčerpávající aspekty pojmu. Předpokladem je, že jakákoliv entita nebo třída může být analyzována podle jednotlivých témat (tj. hledisek, vlastností nebo charakteristik).“ Existuje jen málo čistě f. klasifikací. Prvním z nich je dvojtečkové třídění obecné kategorizace znalostí pro knihovny S. R. Ranganathana. Některé další f. klasifikace jsou specifické pro speciální témata, jako je Slovník umění a architektury a f. klasifikace témat bezpečnosti a ochrany zdraví při práci, které vytvořil D. J. Foskett pro Mezinárodní organizaci práce.
Většina knihovnických systémů kombinuje enumerativní a multiaspektové kategorizační přístupy. Deweyův desetinný systém, systém Knihovny Kongresu, a Mezinárodní desetinné třídění, všechny jmenované používají enumerativní kategorizačný systém a v některých místech zavádějí více aspektů. Povolené aspekty se různí podle oblasti předmětu. Tyto aspekty se zaznamenávají jako tabulky, které představují opakující se typy dělení v rámci oblasti předmětu. Obecné aspekty mohou být použity všude tam kde je to vhodné, jako např. geografické členění tématu. Ostatní tabulky aspektů se vztahují pouze na konkrétní oblasti. Aspekty tak lze kombinovat, aby vznikl komplexní odkaz na pojem.
F. klasifikace vykazuje mnoho stejných problémů jako ostatní kategorizace založené na hierarchii. Některé pojmy by mohly patřit do více než jednoho hlediska, takže jejich umístění v kategorii se může zdát být pro libovolné. To také smeřuje ke komplexnímu záznamu, protože každý aspekt musí být rozlišitelný jako záznam.

## Vyhledávání
Vyhledávání v systémech s f. klasifikací umožňuje uživateli procházet informace po více cestách odpovídající různým hlediskám uspořádání. To kontrastuje s taxonomiemi, ve kterém hierarchie kategorií jsou pevná a neměnná. Je také možné použít různé aspekty k filtrování vyhledávání a tím dosáhnout snadnější nalezení požadovaných výsledků.